# Hörsel (Gemeinde)
Die Gemeinde Hörsel ist eine Landgemeinde im Landkreis Gotha in Thüringen. Sitz der Gemeindeverwaltung ist Hörselgau.

## Geographie

### Geographische Lage
Die Landgemeinde Hörsel liegt im Westen des Landkreises Gotha, etwa 10 Kilometer westlich von Gotha und etwa 15 Kilometer östlich von Eisenach. Durch den Süden des Gemeindegebiets fließt die namensgebende Hörsel.

### Landgemeindegliederung

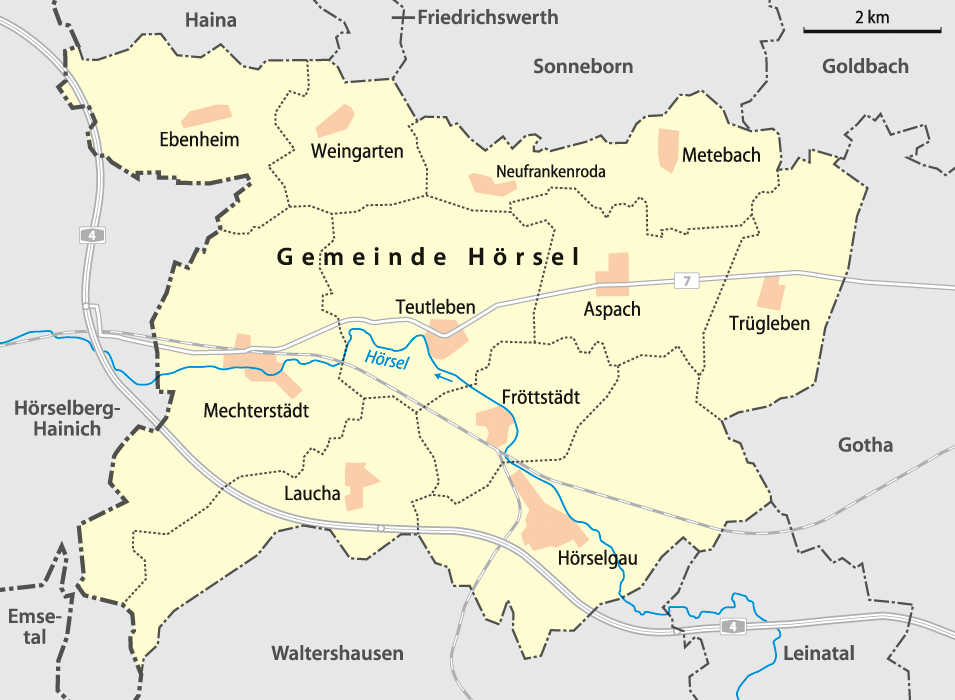
Ortsteile

Ortsteile der Landgemeinde Hörsel sind Aspach, Ebenheim, Fröttstädt, Hörselgau, Laucha, Mechterstädt, Metebach, Neufrankenroda, Teutleben, Trügleben und Weingarten.
| Wappen       | Ortsteil     | Einwohner Febr. 2024 | Fläche ha |
| ------------ | ------------ | -------------------- | --------- |
|              | Aspach       | 406                  | 588       |
| Ebenheim     | Ebenheim     | 202                  | 645       |
|              | Fröttstädt   | 424                  | 399       |
| Hörselgau    | Hörselgau    | 1.159                | 1.153     |
| Laucha       | Laucha       | 552                  | 665       |
| Mechterstädt | Mechterstädt | 982                  | 1.242     |
|              | Metebach     | 95                   | 563       |
|              | Teutleben    | 330                  | 782       |
|              | Trügleben    | 373                  | 607       |
|              | Weingarten   | 160                  | 402       |

### Nachbargemeinden
Nachbargemeinden sind im Landkreis Gotha Nessetal und Sonneborn im Norden, die Stadt Gotha im Osten, Georgenthal im Südosten sowie Waltershausen im Süden. Im Wartburgkreis liegt die westliche Nachbargemeinde Hörselberg-Hainich.

## Geschichte
Die Landgemeinde Hörsel wurde am 1. Dezember 2011 aus dem freiwilligen Zusammenschluss der Gemeinden Aspach, Ebenheim, Fröttstädt, Hörselgau, Laucha, Mechterstädt, Metebach, Teutleben, Trügleben und Weingarten gegründet.
Die zehn Gemeinden waren seit März 1994 in der Verwaltungsgemeinschaft Hörsel zusammengeschlossen. Nachdem die Verwaltungsgemeinschaft 2009 unter die gesetzlich geforderte Mindestzahl von 5000 Einwohnern gefallen war, beschlossen die Gemeinderäte im Frühjahr 2010 die Umwandlung in eine Landgemeinde. Vom 1. August bis zum 9. September 2011 lag der Gesetzentwurf für die Gemeindefusion in den Gemeinden aus.
Am 16. November 2011 hatte der Thüringer Landtag dem Thüringer Gesetz zur freiwilligen Neugliederung kreisangehöriger Gemeinden im Jahr 2011 mehrheitlich zugestimmt. Damit konnten die Verwaltungsgemeinschaft Hörsel zum 1. Dezember 2011 aufgelöst und die Landgemeinde Hörsel gebildet werden.

### Einwohnerentwicklung
| Jahr      | 2011 | 2012 | 2013 | 2014 | 2015 | 2016 | 2017 | 2018 | 2019 | 2020 | 2021 | 2022 |
| --------- | ---- | ---- | ---- | ---- | ---- | ---- | ---- | ---- | ---- | ---- | ---- | ---- |
| Einwohner | 4960 | 4962 | 4949 | 4933 | 4915 | 4773 | 4747 | 4753 | 4699 | 4727 | 4680 | 4673 |

Datenquelle: Thüringer Landesamt für Statistik

## Politik

### Gemeinderat
Die Gemeinderatswahlen am 26. Mai 2024 und am 26. Mai 2019 hatten folgendes Ergebnis:
| Parteien und Wählergemeinschaften | Parteien und Wählergemeinschaften | 2024   | 2024   |        | 2019   | 2019 |
| Parteien und Wählergemeinschaften | Parteien und Wählergemeinschaften | %      | Sitze  | %      | Sitze  |      |
| FWH                               | Freie Wähler Hörsel               | 57,3   | 9      | 56,1   | 9      |      |
| CDU                               | Christlich Demokratische Union    | 42,7   | 7      | 43,9   | 7      |      |
| Gesamt                            | Gesamt                            | 100    | 16     | 100    | 16     |      |
| Wahlbeteiligung                   | Wahlbeteiligung                   | 70,5 % | 70,5 % | 69,2 % | 69,2 % |      |

### Bürgermeister
Zum hauptamtlichen Bürgermeister wurde am 18. Juni 2023 Florian Seitz (Freie Wähler Hörsel) gewählt. Zuvor waren von 2012 bis 2018 Werner Oppermann (parteilos) und von 2018 bis zu seinem Rücktritt 2023 Rainer Rudloff (CDU/Freie Wähler Hörsel) im Amt. Danach amtierte 2023 für einige Wochen der erste Beigeordnete Torsten Kühn als Bürgermeister.

## Wirtschaft und Infrastruktur
Die Gemeinde Hörsel ist landwirtschaftlich geprägt. Die meisten Einwohner arbeiten in den Nachbarstädten Eisenach, Gotha und Waltershausen.

### Verkehr

#### Schienenverkehr
Durch die Gemeinde verläuft von Westen nach Osten die Bahnstrecke Halle–Bebra. Am Bahnhof Fröttstädt und am Haltepunkt Mechterstädt halten stündlich Regionalbahnen der Linie Eisenach–Erfurt–Halle. In Fröttstädt zweigt nach Süden die Bahnstrecke nach Friedrichroda ab. Mit dem Haltepunkt Hörselgau erschließt sie einen weiteren Ortsteil der Gemeinde. Der alte Bahnhof Mechterstädt-Sättelstädt dient nur noch als Betriebsbahnhof.

#### Öffentlicher Personennahverkehr
Den Busverkehr betreibt die Regionale Verkehrsgemeinschaft Gotha. Mit ihren Linien 820, 830 und 842 erschließt sie alle Ortsteile der Gemeinde und bindet sie an Gotha an.

#### Straßen
Durch die Gemeinde verläuft von Westen nach Osten die Bundesautobahn 4 Eisenach–Dresden. In Laucha befindet sich die Anschlussstelle Waltershausen, in Hörselgau die Autobahnraststätte Hörselgau Nord (für die Fahrtrichtung Westen). Nördlich der Autobahn durchquert – ebenfalls in West-Ost-Richtung – die Bundesstraße 7 die Ortsteile Mechterstädt, Teutleben, Aspach und Trügleben.